# Agouticarpa
Agouticarpa, biljni rod iz porodice broćevki raširen od Kostarike na sjeveru, do Bolivije na jugu, uključujući i bazen Amazone.
Postoji sedam priznatih vrsta.

## Vrste
1. Agouticarpa curviflora (Dwyer) C.H.Perss.
2. Agouticarpa grandistipula C.H.Perss.
3. Agouticarpa hirsuta C.H.Perss.
4. Agouticarpa isernii (Standl.) C.H.Perss.
5. Agouticarpa spinosa C.H.Perss. & Delprete
6. Agouticarpa velutina C.H.Perss.
7. Agouticarpa williamsii (Standl.) C.H.Perss.